# Xanthorhoe planata
Xanthorhoe planata là một loài bướm đêm trong họ Geometridae.